# Jan Libchen
Jan Ferdynand Libchen (ur. 1816 w Warszawie, zm. 1891 tamże) – polski lekarz, studiował w Berlinie. Praktykował w Grójcu (ówczesna gubernia radomska) oraz okresowo w Solcu. W 1853 roku przeniósł się do Warszawy, ordynując w Szpitalu Św. Ducha; potem był lekarzem naczelnym Szpitala Ewangelickiego. Prowadził wolną praktykę lekarską. Zwolennik stosowania tracheotomii w krupie. Pochowany na Cmentarzu Powązkowskim w Warszawie.

## Publikacje
- J.F. Libchen – Dziecko 3 letnie wyleczone z krupu przy pomocy tracheotomii. Pam.Tow.Lek.Warsz. 1860, Tom XLIV, nr 2, str.120
- J.F. Libchen – Przypadek wyleczenia dziecka z krupu przy pomocy tracheotomii. Pam.Tow.Lek.Warsz. 1860, Tom XLIV, nr 2, str.120